# Brendan Perry
Brendan Perry (ur. 30 czerwca 1959 roku w Londynie) – brytyjski muzyk, kompozytor, wokalista i multiinstrumentalista. Perry znany jest jako współzałożyciel i członek zespołu muzycznego Dead Can Dance. Nagrał również kilka albumów sygnowanych własnym nazwiskiem.

## Dzieciństwo i młodość
Brendan Perry urodził się w 1959 w Londynie, w dzielnicy Whitechapel. Również w Londynie uczęszczał do szkoły, aż do momentu, gdy jego rodzina wyemigrowała do Auckland w Nowej Zelandii. Perry nie pobierał profesjonalnego muzycznego wykształcenia, naukę gry na gitarze rozpoczął w szkole katolickiej, do której uczęszczał.
Kilkakrotnie zmieniał zajęcie zanim w 1977 dołączył do grupy The Scavengers. Początkowo grał tam na gitarze basowej, jednak później przejął obowiązki wokalisty, kiedy ten opuścił grupę. Grupa wykonywała kilka swoich kompozycji, a także covery utworów The Stooges, czy New York Dolls. W 1979 zespół przeniósł się do Melbourne i zmienił nazwę na The Marching Girls. W 1980 Perry opuścił zespół by rozpocząć karierę solową, jednak już w 1981, wraz z Simonem Monroe, Paulem Eriksonem i Lisą Gerrard, założył Dead Can Dance.

## Kariera

### The Scavengers i The Marching Girls
Pomimo tego, że Brendan Perry jest obecnie znany przede wszystkim z pracy w zespole Dead Can Dance, jego pierwsze muzyczne dokonania cechował całkowicie odmienny styl. W 1977, występując pod pseudonimem Ronnie Recent, był członkiem nowozelandzkiej grupy punk-rockowej The Scavengers. Rozpoczynał jako basista, by po zmianie składu w 1978 zostać wokalistą grupy. W 1979 grupa przeniosła się do Melbourne i zmieniła nazwę na The Marching Girls. Nagrania tych dwóch grup z udziałem Brendana Perry’ego zebrane zostały na albumie AK79, można je także znaleźć na kompilacji singli nagranych przez The Scavengers - jednej z najważniejszych grup punk-rockowych w Nowej Zelandii. Ich najbardziej znanym utworem była piosenka „Mysterex”, której Perry był współautorem. Także grupa The Marching Girls zapisała się w historii muzyki tego państwa, a największym ich sukcesem był utwór „True Love”.

### Dead Can Dance
Grupa Dead Can Dance powstała w 1981 w Melbourne jako kwartet. Pierwotnie w jej skład oprócz Perry’ego wchodzili perkusista Simon Monroe, basista Paul Erikson i Lisa Gerrard, która dołączyła do grupy jako ostatnia. W 1982 grupa przeniosła się do Londynu, jednak Simon Monroe pozostał w Australii. Zamiast niego na pierwszych nagraniach zespołu pojawia się perkusista Peter Ulrich. Również Paul Erikson wkrótce powrócił do Australii, a grupa zaczęła funkcjonować jako duet. Począwszy od wydanego w 1984 albumu „Dead Can Dance” grupa nagrała 8 albumów dla wytwórni 4AD.

### Kariera solowa
W 1999 wytwórnia 4AD wydała solowy album Perry’ego, Eye of the Hunter, który zawiera jego kompozycje, a także utwór Tima Buckleya „I Must Have Been Blind”.
Około 2001 Perry napisał muzykę do filmu Grahama Wooda, który współpracował wcześniej z Dead Can Dance projektując okładki albumów kompilacyjnych Wake i 1981–1998.
W 2008 Perry ogłosił odejście z wytwórni 4AD. W 2010 ukazał się jego album Ark, który został wydany przez Cooking Vinyl.
Brendan Perry pojawił się również w nagraniach innych artystów, w tym na kilku płytach Hectora Zazou.

## Dyskografia
Lista według Discogs:
- Eye of the Hunter (1999)
- Ark (2010)
- Songs of Disenchantment (Music from the Greek Underground) (2020)